# Церква тамплієрів (Бристоль)
Церква тамплієрів у Бристолі — напівзруйнована церква в центрі Бристоля (Велика Британія), заснована в середині XII століття Робертом Глостерським та духовно-лицарським орденом тамплієрів. Зруйнована внаслідок бомбардування німецькою авіацією під час Другої світової війни.

## Рання історія
Будівля відома як Церква тамплієрів, оскільки зведена на ділянці овальної церкви ордена Тамплієрів, скасованого 1312 року католицькою церквою та європейськими монархами. Церква, відновлена на прямокутному плані незадовго до скасування ордена, служила церковною парафією.
У Середньовіччі була відома також як Церква Святого Хреста з каплицею Гільдії Бристольських Ткачів, що примикала до неї. Текстильна промисловість була основною промисловістю Бристоля у пізньому Середньовіччі, а її центр перебував у окрузі церкви тамплієрів.
Башту заввишки 35 метрів побудовано у два етапи, перший з яких завершився 1390 року. Будівництво зупинили, коли вежа почала нахилятися на захід. Але до 1460 року відновилося: нахил так і не усунули, а до вежі додали дзвіницю. Добудовували церкву вертикально, не враховуючи нахилу. Добудова дзвіниці знову привела вежу в рух, але ненадовго. Добудовувати її більше не наважувалися і церква набула статусу «пізанської» церкви.

## Руйнування
У ніч із 24 на 25 листопада 1940 року, під час нальоту німецької авіації, на церкву було скинуто кілька авіабомб і внаслідок вибухів залишилися лише стіни. Але вежа продовжувала стояти, зберігаючи свій початковий нахил. Англійські сапери хотіли підірвати вежу, вважаючи, що нахил вежі спричинили вибухи, проте завдяки зусиллям місцевих жителів цього не сталося.

## Галерея

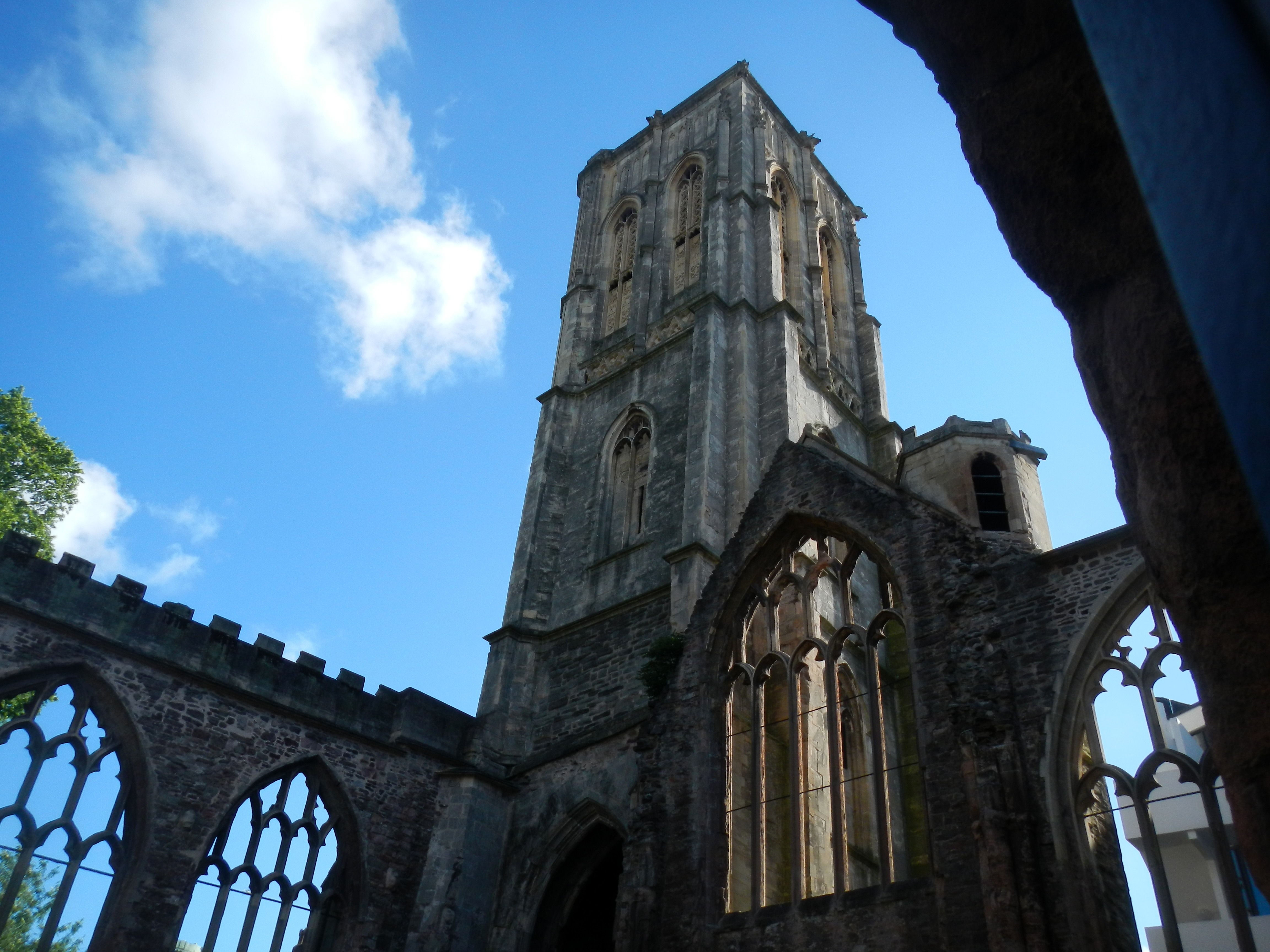
Вигляд руїн ізсередини
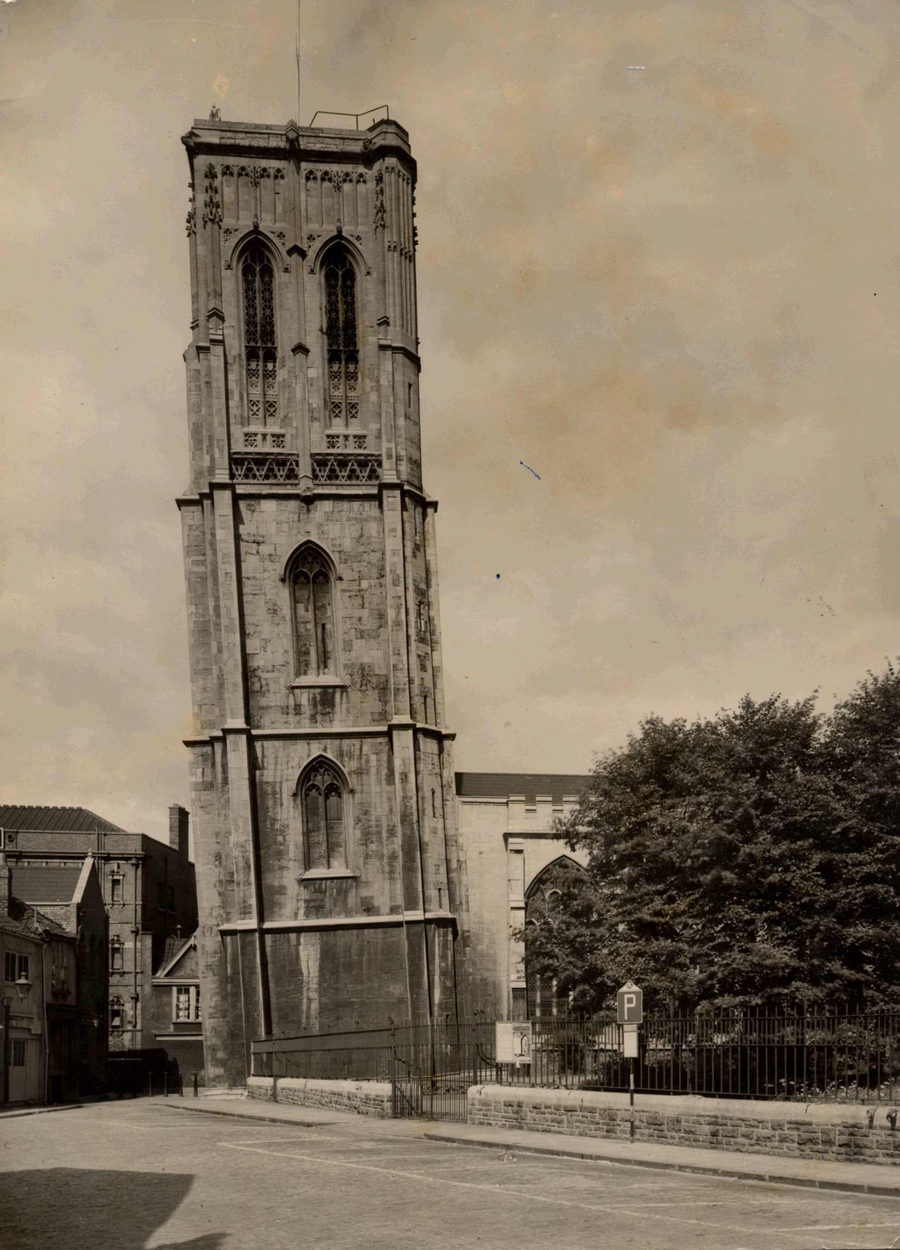
Вигляд із півдня на похилу вежу до 1940 року